# Championnats d'Europe de char à voile 1989
Navigation
1988 1990
Les 27e championnats d'Europe de char à voile 1989, organisés par le pays hôte sous l'égide de la fédération internationale du char à voile, se sont déroulés à Ostdunkerque dans la province de Flandre-Occidentale en Belgique,.

## Podium
| Épreuve  | Or                    | Argent           | Bronze           |
| -------- | --------------------- | ---------------- | ---------------- |
| Classe 2 | Pascal Demuysere      | Serge Asseman    | Eric Engelbrecht |
| Classe 3 | Hans-Werner Eickstadt | Bertrand Lambert | Ivan Ameele      |
| Classe 5 | Tadeg Normand         | Chris Wright     | Paul Shakleton   |

| Épreuve | Or             | Argent                 | Bronze    |
| ------- | -------------- | ---------------------- | --------- |
| Femmes  | Haley Thompson | Caroline Saint Vernant | S. Eberly |

## Tableau des médailles par nation
| Rang | Nation      | Or | Argent | Bronze | Total |
| ---- | ----------- | -- | ------ | ------ | ----- |
| 1    | Belgique    | 1  | 1      | 2      | 4     |
| 1    | France      | 1  | 1      | -      | 2     |
| 1    | Allemagne   | 1  | -      | -      | 1     |
| 4    | Royaume-Uni | -  | 1      | 1      | 2     |

| Rang | Nation      | Or | Argent | Bronze | Total |
| ---- | ----------- | -- | ------ | ------ | ----- |
| 1    | Royaume-Uni | 1  | -      | -      | 1     |
| 2    | France      | -  | 1      | -      | 1     |
| 3    | États-Unis  | -  | -      | 1      | 1     |